# Cultura esperantistă
Cultura esperantistă reprezintă acea cultură cu caracter internațional proprie comunității esperanto. Deși ne referim la o limbă "construită", artificială, relativ tânără (a apărut oficial în 1887), vorbitorii (de fapt cunoscătorii) acesteia au dezvoltat o bogată cultură, ce se manifestă în aproape toate domeniile și care contribuie cu succes la apropierea dintre esperantiști din multe țări ale lumii.

## Literatură
Literatura în esperanto a început să se formeze chiar înainte de apariția oficială a acestei limbi. Înainte de 1887 când a publicat Unua Libro, L. L. Zamenhof a început să construiască această limbă traducând diverse texte de poezie și proză.
Printre magazine culturale, putem menționa: La gazeto, Literatura foiro și La kancekliniko. Monato este un magazin de știri distribuit în peste 60 de țări.
Până în prezent s-au publicat peste 25.000 de cărți în esperanto. Catalogul Asociației Universale de Esperanto (Universala Esperanto-Asocio)  enumeră peste 5.800 de titluri de cărți esperantiste.

## Muzică
Primele lucrări muzicale valorificau tradițiile populare ale mai multor popoare. În ultimul timp au apărut tot mai multe piese muzicale în diverse genuri moderne, cum ar fi : rock, folk, underground (electronică, hip-hop).

## Film și teatru

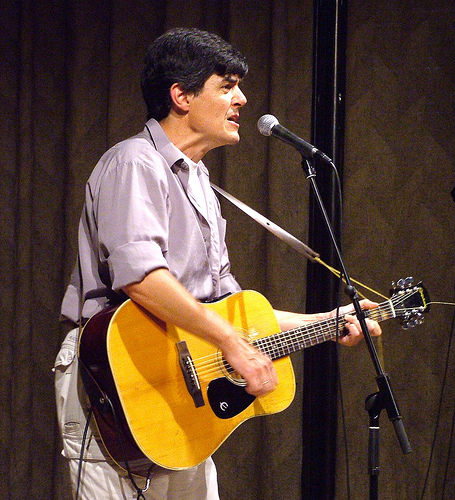
Celebrul intepret muzical JoMo la un festival din Anvers (2007)

În 1964, Jacques-Louis Mahé realizează primul film de lung-metraj în esperanto, intitulat Angoroj. În anul următor este produs filmul Incubus de către americani. La epoca actuală putem număra peste 20 de filme de limbă esperanto.

## Muzee și biblioteci
În Viena se află Muzeul Internațional Esperanto. Tot în capitala austriacă, în cadrul Bibliotecii Naționale Österreichische Nationalbibliothek, există o secțiune dedicată cărților în esperanto.
Alte biblioteci în esperanto: în Aalen (Germania) și la Rotterdam (Olanda).